# Uładzimir Wałczkou
Uładzimir Mikałajewicz Wałczkou (biał.: Уладзімір Мікалаевіч Валчкоў; ros.: Владимир Николаевич Волчков; Władimir Nikołajewicz Wołczkow; ur. 7 kwietnia 1978 w Mińsku) – białoruski tenisista, reprezentant w Pucharze Davisa, olimpijczyk.

## Kariera tenisowa
Jako junior zwyciężył w wielkoszlemowym juniorskim Wimbledonie 1996 w grze pojedynczej. W finale pokonał Chorwata Ivana Ljubičicia.
Już jako senior dotarł w roku 2000 do półfinału singlowego Wimbledonu, co jest jego najlepszym wielkoszlemowym startem w rozgrywkach zawodowych w singlu (porażka z Pete’em Samprasem). W tym samym sezonie wziął udział w igrzyskach olimpijskich w Sydney, dochodząc w singlu do 3 rundy, a w deblu wspólnie z Maksem Mirnym awansował do ćwierćfinału.
W sezonie 2001 osiągnął półfinał Wimbledonu w deblu razem z Maksem Mirnym. Białoruska para przegrała pojedynek o finał z duetem Donald Johnson–Jared Palmer. Swój jedyny finał rozgrywek ATP World Tour w grze pojedynczej zagrał w roku 2002, podczas turnieju w Taszkencie. Po drodze wyeliminował, będącego wówczas na drugim miejscu w światowym rankingu, Tommy’ego Haasa. W meczu o tytuł nie sprostał Rosjaninowi Jewgienijowi Kafielnikowowi, przegrywając 6:7(6), 5:7.
W roku 2003 zwyciężył w deblu podczas turnieju rozgrywanego w San Jose. W finale pokonał, wraz z Lee Hyungiem-taikiem, parę Paul Goldstein–Robert Kendrick 7:5, 4:6, 6:3. Na igrzyskach olimpijskich w Atenach odpadł z rozgrywek singlowych w 1 rundzie, a w deblu (z Maksem Mirnym) w 2 rundzie. W przeciągu całej kariery wygrywał również turnieje z serii ITF Men’s Circuit oraz ATP Challenger Tour.
W latach 1994–2008 Uładzimir Wałczkou reprezentował swój kraj w Pucharze Davisa. W roku 2004 doszedł z reprezentacją do półfinału rozgrywek (najlepszy wynik zespołu). Ponadto jest ćwierćfinalistą turnieju z edycji z roku 2006. Broniąc barw narodowych, rozegrał łącznie 78 meczów (singel i debel), wygrywając 43 (24 w singlu i 19 w deblu).
Karierę tenisową zakończył w roku 2008. Najwyżej sklasyfikowany w rankingu singlistów był na 25. miejscu w kwietniu 2001 roku, a w zestawieniu deblistów w czerwcu 2003 roku zajmował 71. pozycję. Łącznie na kortach zarobił 1 315 133 dolarów amerykańskich.

### Finały w turniejach ATP World Tour
| Legenda                                      |
| -------------------------------------------- |
| Wielki Szlem                                 |
| Igrzyska olimpijskie                         |
| Tennis Masters Cup / ATP Finals              |
| ATP Masters Series / ATP Tour Masters 1000   |
| ATP International Series Gold / ATP Tour 500 |
| ATP International Series / ATP Tour 250      |

#### Gra pojedyncza (0–1)
| Końcowy wynik | Nr | Data             | Turniej  | Nawierzchnia | Przeciwnik            | Wynik finału |
| ------------- | -- | ---------------- | -------- | ------------ | --------------------- | ------------ |
| Finalista     | 1. | 15 września 2002 | Taszkent | Twarda       | Jewgienij Kafielnikow | 6:7(6), 5:7  |

#### Gra podwójna (1–0)
| Końcowy wynik | Nr | Data           | Turniej  | Nawierzchnia  | Partner        | Przeciwnicy                    | Wynik finału  |
| ------------- | -- | -------------- | -------- | ------------- | -------------- | ------------------------------ | ------------- |
| Zwycięzca     | 1. | 16 lutego 2003 | San Jose | Twarda (hala) | Lee Hyung-taik | Paul Goldstein Robert Kendrick | 7:5, 4:6, 6:3 |